# Sotonski stihovi
Sotonski stihovi su poganski stihovi koji su se navodno nekada nalazili u Kuranu. Prvi čovjek koji je uporabio izraz „sotonski stihovi“ bio je Sir William Muir.
Prema tradiciji, prorok Muhamed je htio preobratiti pogane Meke na islam. Međutim, umjesto da ljudima prenese Alahovu poruku, Sotona mu je u usta stavio sljedeće riječi:
„Jeste li promatrali al'Lat i al'Uzzu, i k tome, Manat, treću?
To su uzvišeni ždralovi čijem se posredovanju nada.“
Allāt, Al-‘Uzzá i Manāt su tri božice koje su stanovnici Meke štovali. 
Značenje ovih stihova dosta je nejasno jer nije jasno zašto bi Muhamed ikada rekao takvo što.
Tradicija dalje kaže da je anđeo Gabrijel objasnio proroku da ga je Sotona iskušavao te da objavi sljedeće:
„Jeste li promatrali al'Lat i al'Uzzu, i k tome, Manat, treću?
Muško je li za vas, a za njega, kćer? Nepravedne li podjele!
To su samo imena koja ste vi i vaši očevi njima dodijelili. Bog im nije odobrio nikakvu ovlast.“
Skoro svi moderni islamski učenjaci odbacuju mogućnost da je Muhamed ikada rekao da bi ljudi trebali štovati poganske božice.
William Montgomery Watt i Alfred Guillaume smatrali su da je priča istinita jer bi bilo neobično da muslimani izmisle priču u kojoj bi prorok bio osramoćen.